# Една българка
„Една българка“ е разказ на Иван Вазов. Публикуван е за първи път под заглавие „Челопешката гора“ в списание „Българска сбирка“ през 1899 г. Впоследствие Вазов променя заглавието на „Една българка“, за да наблегне на героинята, а не на мястото на събитието. Разказът е отпечатан в сборника „Пъстър свят“ (1901 г.), издаден от книжарницата на Христо Олчев с това заглавие. Главната героиня е баба Илийца.

## Прототип
Прототип на главната героиня на разказа е Пена Цветковска, възрастна жена от село Челопек. Родена е около 1820 г. и е починала година след Освобождението от османско владичество.
С тази история Иван Вазов се запознава през 1899 г., когато гостува в Челопек, и тя го вдъхновява да напише своя разказ.
Името „Илийца“, т.е. жената на Илия, е свързано с името на съпруга ѝ. 

## Сюжет

### I част (експозиция)
Представя се времето и мястото на събитията, атмосферата, обстановката, част от героите и подготвя завръзката. В експозицията авторът рисува ярка картина на драматичните събития, свързани с преследването на оцелелите Ботеви четници, образът на баба Илийца и Хаджи Хасан ага и молбата за преминаване на река Искър с ладия.

### II част (завръзка)
Завръзката очертава основния конфликт в разказа. Героинята нарушава заповедта на турците и обещава да помогне на един от Ботевите четници. Случката, за която се разказва, предшества срещата на Илийца със заптиетата (ретроспекция). Това е първата среща на старата жена с бунтовника.

### III част (развитие на събитията)
Третата част на разказа обогатява представата за баба Илийца и придвижва напред сюжетното действие. Разказва се за Черепишкия манастир и молбата на старата жена да се чете на внучети и да вземе хляб и дрехи за бунтовника. Контрастът между баба Илийца и калугер Евтимий поставя будната човешка съвест срещу егоизма, страха и безразличието. Авторът акцентира върху различието в отношението на двамата герои към света и хората (баба Илийца и отец Евтимий са морални антиподи). 

### IV част (първа кулминация)
Героинята се сблъсква с непреодолимо на пръв поглед препятствие. От епизода с кола Илийца израства като образ символ на саможертвата в името на човешката доброта и българската вяра. Тя проявява стоицизъм, огромна воля и физическа издръжливост, но успява да освободи заключената ладия и да премине на отсрещния бряг.

### V част (втора кулминация)
В центъра на художественото изображение е втората среща на героинята с Ботевия четник. При нея Илийца проявява искрена всеотдайност и трогателно съпричастие към съдбата му. Старата жена е сполетяна от огромно нещастие, но дори в мъката си не забравя за момъка и обещава да се погрижи за него.

### VI част (развръзка и епилог)
Разрешава се основният конфликт, този между турците и баба Илийца, която се опитва опитва да помогне на един от преследваните четници, но не успява да стори доброто, към което се стреми. Епилогът обобщава мотивите за смелата ѝ постъпка.

### Обобщение
Бедната челопеченка баба Илийца носи болното си двегодишно внуче сираче към Черепишкия манастир оттатък Искър с последна надежда – да му „чете“ игуменът молитва за здраве, за да оздравее. По пътя в гората отсам Искър изненадващо я среща куцащ момък, четник от разбитата чета на Христо Ботев, моли я за хляб и за помощ да се скрие от турските потери. Тя го уговаря да я чака, скрит в гората и на връщане от манастира да му донесе хляб и да му помогне да се скрие, после преминава придошлия Искър с ладията и вече на мръкване стига манастира. Игуменът го няма, калугерът Отец Евтимий чете набързо на детето молитвата, баба Илийца получава хляб. С мисъл за очакващия помощта ѝ четник отказва да пренощува в манастира и поема в нощта с детето на ръце обратно към Челопек. При Искър ладиарят го няма, а веригата на ладията е заключена към забит в земята здрав кол. След продължителни, яростни усилия, баба Илийца успява да разклати и изтръгне от земята кола. След няколко минути отдих, тя с детето и кола в ладията отплува по мътните вълни и след много мъка достига отсрещния бряг. По пътя през гората среща отново четника, дава му хляба и го повежда към селото с намерение да го скрие в дома си. Разсъмването и зачуващите се вече гласове на ранобудни хора налагат момъкът да изчака в гората до следващата вечер, а баба Илийца да го намери отново и да го заведе в дома си. Идващият ден обаче носи нови събития. Турска конница и около 300 души въоръжени башибозуци и черкези се придвижват към Искър и спират срещу изоставена кошара в челопешката гора, където по сведения от Враца била се спуснала от Балкана една чета бунтовници, вероятно с намерение да мине Искъра и да се спаси в голямата Стара планина. Внезапно от кошарата изгърмява пушка и предводителят на конницата – Джамбалазът – пада убит. Последва залп от потерята към гората, а после претърсване, при което е открит в кошарата мъртъв момъкът-четник, който е прострелял предводителя, а после се е самоубил с изстрел в устата.
Полуумрялото внуче на баба Илийца оживява, а баба му, като е разказвала тези събития, говорила е, че вярва, че дължи оздравяването му не толкова на небрежната молитва на калугера, колкото на добрината, която не могла да направи, но искала от сърце да направи.

## Почит
104 години по-късно потомците на легендарната българка и общината почитат паметта ѝ с построяването на къща музей. Нейната къща е възстановена изцяло в първоначалния ѝ вид. Правнучката на баба Илийца – Василка Манчева, е била кмет на село Челопек. Името на баба Илийца носят улици в София (Карта), Враца и други градове.